# Baulay
Baulay település Franciaországban, Haute-Saône megyében. Lakosainak száma 323 fő (2022. január 1.). Baulay Montureux-lès-Baulay, Amance, Buffignécourt, Faverney, Fouchécourt és Purgerot községekkel határos.

## Népesség
A település népességének változása:
| Lakosok száma | 323  | 303  | 305  | 297  | 304  | 310  | 317  | 319  | 323  |
|               | 2013 | 2015 | 2016 | 2017 | 2018 | 2019 | 2020 | 2021 | 2022 |